# Заручевье (Емецкое сельское поселение)
Заручевье — деревня в Холмогорском районе Архангельской области.

## География
Находится в центральной части Архангельской области на расстоянии приблизительно 4 км на север-северо-восток по прямой от села Емецк на левобережье реки Емца.

## История
В 1859 году здесь (тогда деревня Холмогорского уезда Архангельской губернии) было учтено 8 дворов. 
До 2022 года входила в Емецкое сельское поселение до его упразднения.

## Население
Численность населения: 37 человек (1859 год), 142 (1905), 24 (русские 77 %) в 2002 году, 16 в 2019.